# Exotiskt affint rum
Inom algebraisk geometri, en del av matematiken, är ett exotiskt affint rum en komplex algebraisk varietet som är diffeomorfisk till {\displaystyle \mathbb {C} ^{n}} för något n men inte ett affint rum.